# Dorfkirche Terpt

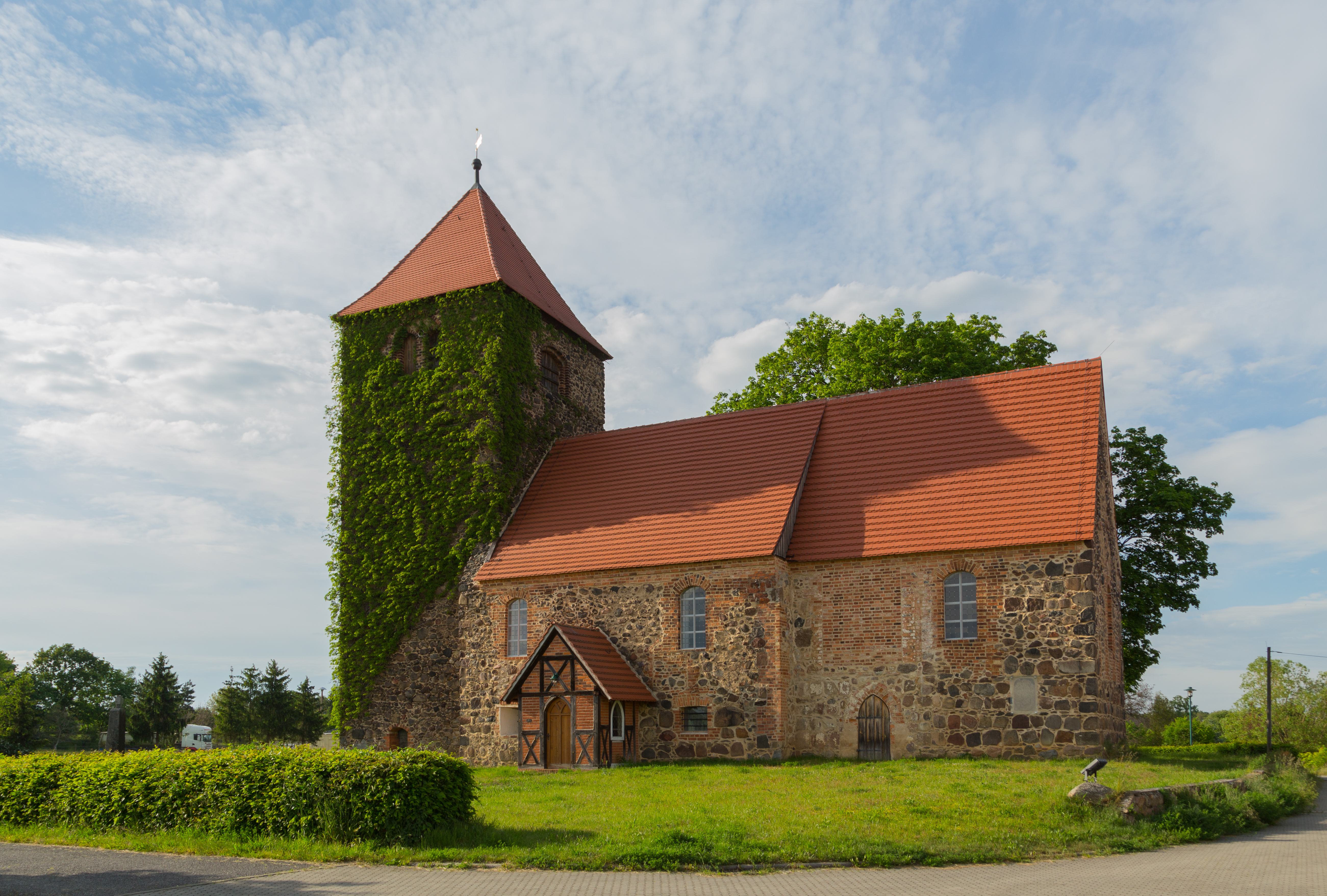
Dorfkirche Terpt, Südansicht (2021)

Die Dorfkirche Terpt ist das Kirchengebäude im Ortsteil Terpt der Stadt Luckau im Landkreis Dahme-Spreewald in Brandenburg. Es gehört der Regionalkirchengemeinde Terpt im Kirchenkreis Niederlausitz, der Teil der Evangelischen Kirche Berlin-Brandenburg-schlesische Oberlausitz ist. Das Kirchengebäude ist ein eingetragenes Baudenkmal in der Denkmalliste des Landes Brandenburg.
Die Kirche befindet sich in der Mitte des Ortes auf dem Dorfanger zwischen der Terpter Hauptstraße und der Terpter Gartenstraße. Vor dem Sakralbau befindet sich ein kleiner Dorfteich.

## Architektur und Geschichte

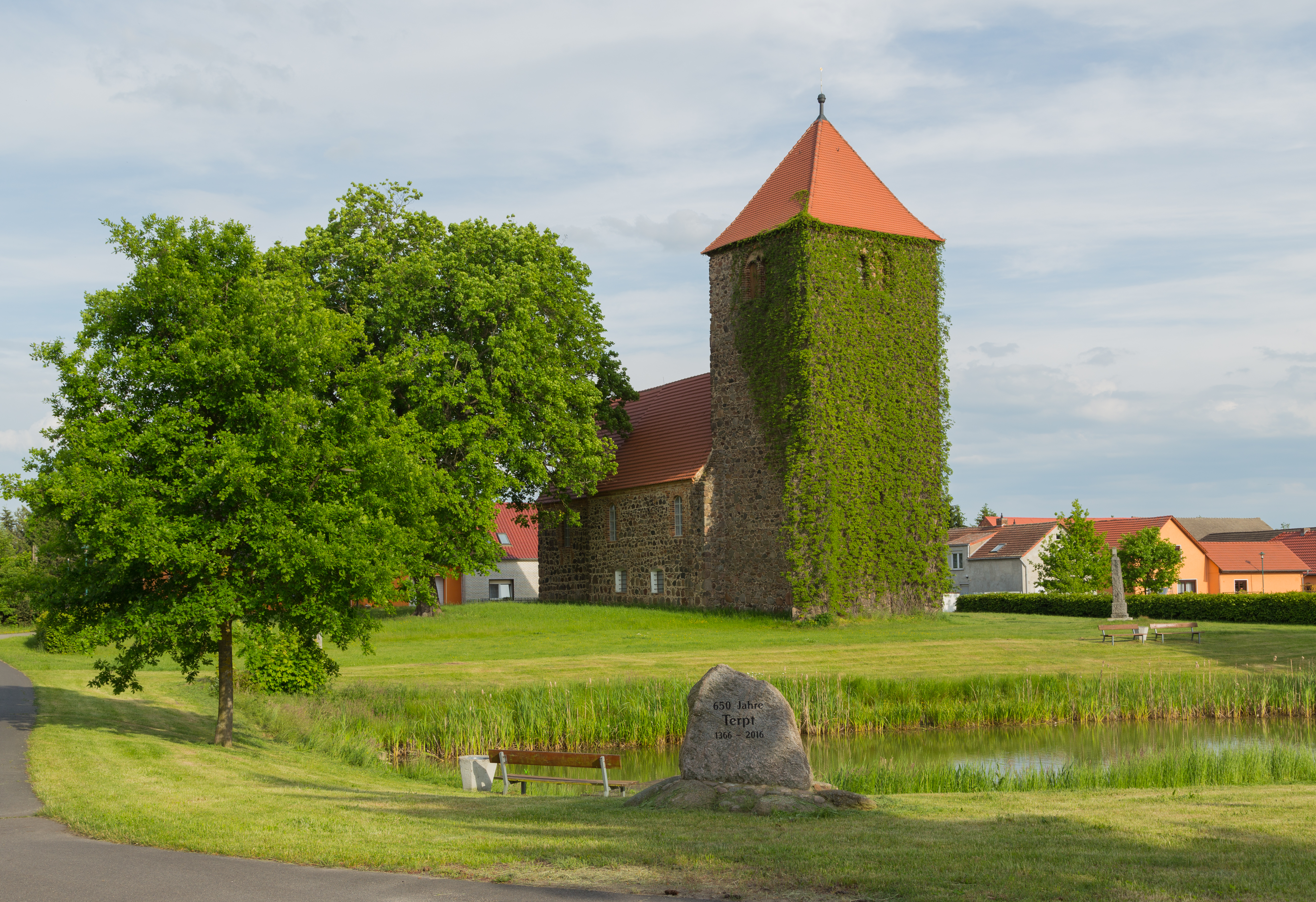
Dorfkirche Terpt mit dem davor liegenden Dorfteich (2021)

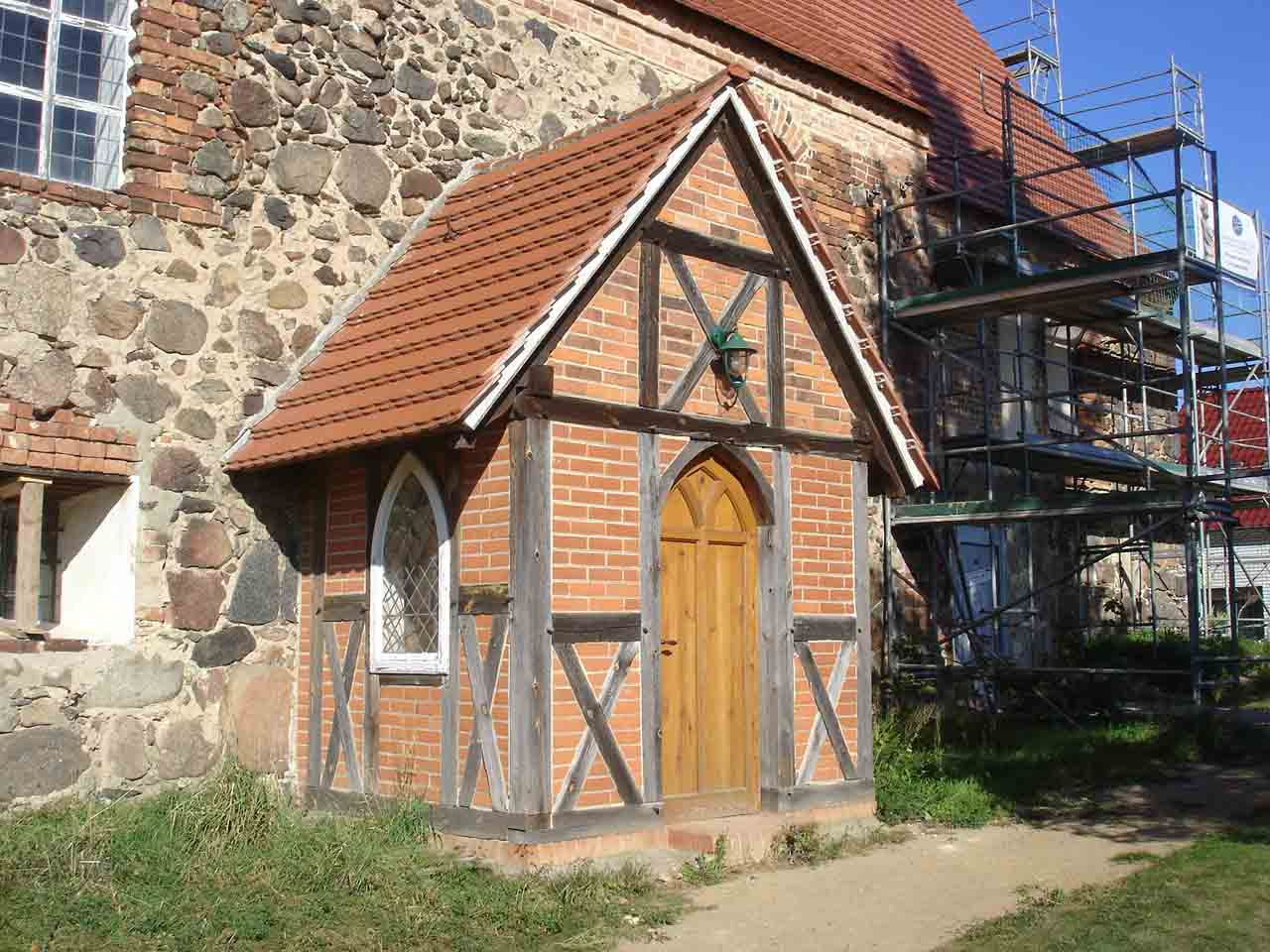
Die Fachwerkvorhalle an der Südwand (2015)

Die Dorfkirche Terpt wurde im frühen 14. Jahrhundert errichtet. Erstmals erwähnt wurde sie am 29. September 1366 in einer Urkunde des Bischofs von Meißen, in der ein Pfarrer „Matthias“ in Terpt erwähnt wird. Diese Urkunde stellt auch die bislang erste belegte Erwähnung der Ortschaft dar. Etwa 1845 wurde die Kirche umgebaut, im Jahr 1927 wurde eine Restaurierung des Innenraumes durchgeführt. 1966 erfolgte eine weitere Sanierung des Kirchturms sowie des Dachs. Zwischen 2014 und 2016 wurden der Altarraum und das Kirchenschiff gesichert, zudem wurde das vom Hausschwamm befallene Dachtragwerk ersetzt. Die Sanierungskosten von knapp 115.000 Euro wurden überwiegend von der Deutschen Stiftung Denkmalschutz übernommen.
Die Terpter Kirche ist ein kurzer Saalbau aus Feldsteinen mit eingeschlossenem Altarraum und einem quadratischen Westturm. Am Südportal befindet sich ein sogenannter Schachbrettstein, der bei Sanierungsarbeiten im Jahr 2003 entdeckt wurde. Die Fenster des Kirchenschiffs wurden 1845 vergrößert und flachbogig verändert. Die Umbauten sind an den Backsteinrahmungen erkennbar, ein Fenster an der Südwand wurde zugemauert. Ebenfalls im Süden wurden nachträglich zwei Fachwerkvorhallen mit Ziegelausfachung angebaut, von denen die östliche Anfang 2015 wegen baulicher Mängel abgebrochen wurde. Der Turm hat im Glockengeschoss paarweise angeordnete rundbogige Schallluken, die Kirchenglocken stammen aus dem 17. Jahrhundert. Im Innenraum hat die Kirche eine Flachdecke und eine Hufeisenempore aus dem 17. Jahrhundert, das zweite Emporengeschoss wurde bei der Restaurierung 1845 entfernt. Die Ostempore ist auf das Jahr 1740 datiert.
Zur Kirchengemeinde Terpt gehören neben dem Dorf Terpt auch der Nachbarort Alteno sowie der zur Stadt Lübbenau/Spreewald im Landkreis Oberspreewald-Lausitz gehörende Gemeindeteil Groß Radden.

## Ausstattung
In der Dorfkirche Terpt steht ein Kanzelaltar, der 1740 von dem Tischler C. F. Vieth aus Teilen alter Altare aus dem 16. Jahrhundert zusammengefügt wurde. Der polygonale Kanzelkorb mit Dekorationsmalereien im Stil der Renaissance befindet sich zwischen zwei toskanischen Säulen und mit Putten verzierten Altarwangen. Auf der Predella befindet sich eine Darstellung des Abendmahl Jesu aus dem Jahr 1600, an der Kanzeltür ein Kreuzigungsgemälde aus dem frühen 17. Jahrhundert. Der Altar wurde 1929 restauriert.
Der 1722 einem Hochwohlgeehrten Herrn Hans Christian von Thermo geschenkte hölzerne Taufengel ist nur noch teilweise erhalten, es fehlen die Flügel und beide Arme. Die Orgel der Terpter Kirche wurde im frühen 20. Jahrhundert, vermutlich 1927, in der Werkstatt von Gustav Heinze in Sorau in einem Prospekt aus dem Jahr 1809 gebaut. Das Instrument hat eine pneumatische Registertraktur sowie eine Kegellade und hat sieben Register auf zwei Manualen und dem Pedal.